# Tennistavolo
Il tennistavolo (anche tennis da tavolo o tennis da tavola), più popolarmente conosciuto come ping pong, è uno degli sport di maggior diffusione nel mondo. Disciplina olimpica dal 1988, è stato inventato nel 1884.
Può essere svolto a scopo ricreativo a qualsiasi età da chiunque e si può giocare in luoghi ristretti, al chiuso e all'aperto. Per la pratica agonistica sono necessari luoghi attrezzati e spaziosi al chiuso. Richiede, inoltre, un'opportuna preparazione psicofisica a causa delle sollecitazioni, sia fisiche che di concentrazione mentale, espresse nei brevi tempi di ogni scambio. Per questo l'atleta di tennistavolo esprime in genere doti fisiche di coordinazione, rapidità di movimento e di esecuzione, ottimi riflessi e una certa sensibilità nel tocco.

## Storia
Il tennistavolo trae origine, come il tennis (dal francese "tenez"), dall'antico gioco conosciuto come Jeu de Paume o pallacorda, divenuto popolarissimo dal 1880 in Francia, Inghilterra e Stati Uniti come Lawn Tennis (tennis da prato).
Come molti altri sport, il tennistavolo è nato come gioco di svago. Con l'impossibilità di giocare il tennis all'aperto nei periodi invernali per la mancanza di strutture al coperto, in Inghilterra durante gli ultimi 20 anni del XIX secolo si sviluppò la moda di un tennis "casalingo" che veniva giocato dopo cena all'interno dei famosi circoli dell'alta società londinese con materiali e attrezzature improvvisate.
I fabbricanti di giochi dell'epoca capirono l'importanza commerciale che si stava sviluppando e formularono svariate e fantasiose idee per riprodurre al meglio il gioco del tennis da praticare al coperto, molti furono gli esperimenti per produrre dei kit "casalinghi" poi finalmente ultimati.
Nel 1884 si incontra per la prima volta il termine "tennistavolo" in un catalogo commerciale del venditore inglese di articoli sportivi F.H. Ayres. L'anno successivo l'elettricista inglese James Devonshire brevetta il gioco del "tennistavolo" all'ufficio brevetti di Londra. Ad oggi James Devonshire viene considerato universalmente come l'inventore del tennistavolo.
Il primo set da tennis al coperto somigliante al tennistavolo moderno venne costruito da un certo David Foster nel 1890, sempre in Inghilterra, con il nome di "Parlour Table Games" e conteneva: un grande panno verde da stendere su un tavolo con disegnate le righe di un campo da tennis, due mini racchette con incordatura, una pallina di gomma di 30 mm ricoperta da stoffa, un recinto di legno da adagiare sul tavolo per delimitare l'area di gioco, una retina in mezzo al tavolo alta solo circa 10 cm con ai lati due grandi reti laterali onde evitare che la pallina uscisse dall'area durante il gioco.
Un anno dopo nel 1891 la famosa azienda produttrice di giochi Jaques of London di John Jaques lanciò sul mercato il suo Gossima game. Il prodotto includeva due nuove racchette somiglianti a dei tamburelli, una pallina, in sughero ricoperta di stoffa dalla circonferenza di 50 mm e una rete alta ben 30 cm.
Purtroppo nessuno dei giochi costruiti fino a quel momento risultava valido e facilmente giocabile, principalmente a causa delle palline: quelle di gomma avevano un rimbalzo imprevedibile ed incontrollabile mentre quelle in sughero non rimbalzavano sufficientemente. Il progetto fu perciò accantonato fino al 1900. In quell'anno con l'avvento della plastica e della celluloide furono introdotte nuove palline, lo stesso John Jaques rinnovò il suo vecchio Gossima Game cambiandole nome in "Ping Pong", termine onomatopeico derivato dal suono emesso dal rimbalzo delle palline in celluloide.

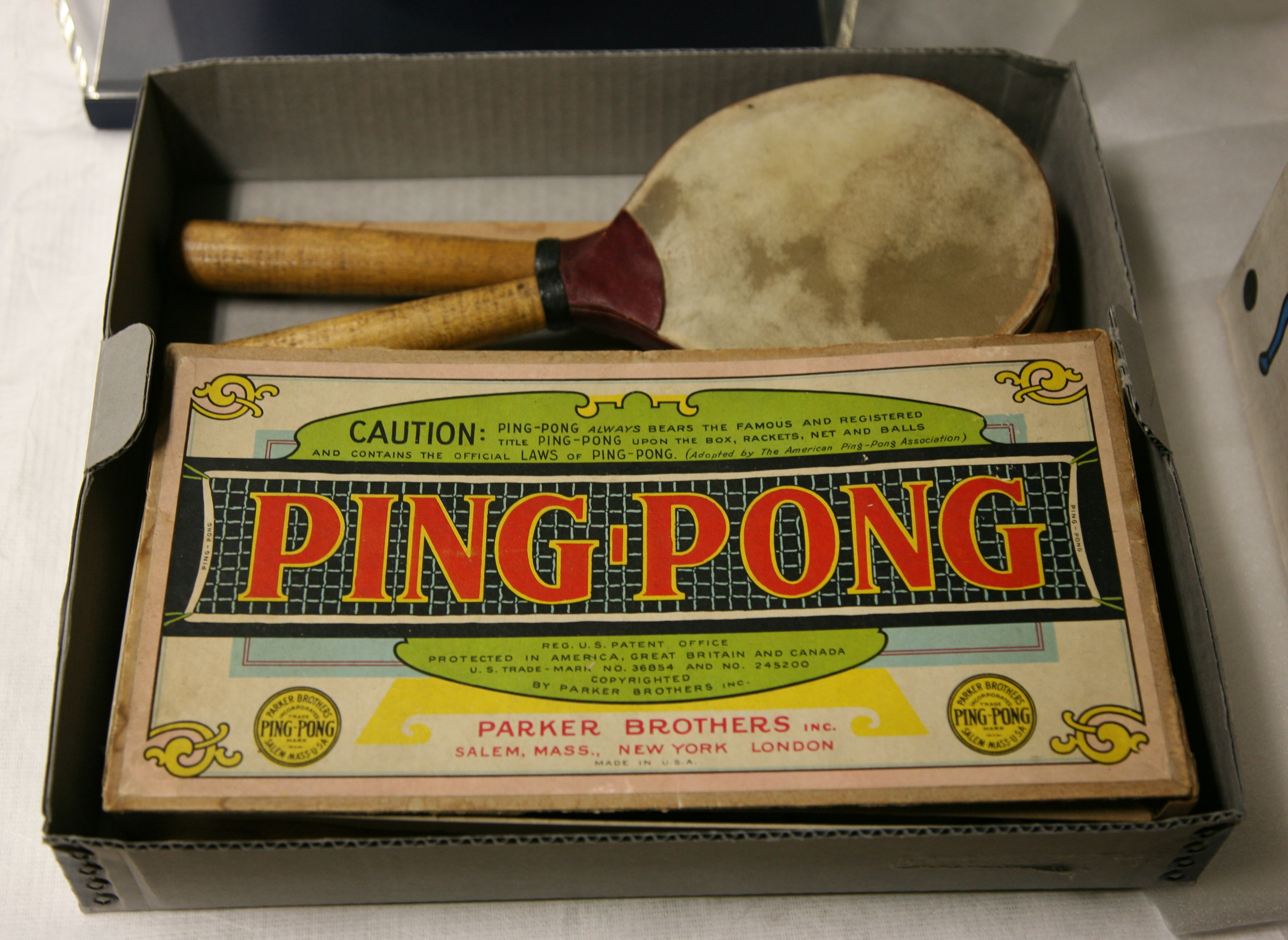
Gioco del ping pong commercializzato dai Fratelli Parker

Il nuovo gioco così concepito ebbe uno straordinario successo diventando in breve tempo popolarissimo in tutto il mondo con nomi diversi e originali, tra cui "Ping Pong", "Gossima", "Table Tennis", "Whiff Waff", "Parlour Tennis", "Indoor Tennis", "Pom-Pom", "Pim-Pam", "Netto", "Royal Game", "Tennis de Salon".
Tra tutti questi giochi prevalsero il Ping Pong e il Table Tennis, ma non senza problemi: furono formate due associazioni indipendenti che avevano instaurato delle regole di gioco differenti.
Il ping pong nel 1900 era divenuto un marchio registrato dai fratelli Hamley insieme a John Jaques, gli stessi quindi imposero le proprie regole e attrezzature, insieme ai fratelli Parker, che acquistarono i diritti del marchio per la commercializzazione negli Stati Uniti d'America.
I due termini convivono ancora oggi e infatti, anche se il termine corretto è pongista, spesso il giocatore è chiamato tennistavolista sebbene questo termine non sia riportato da alcun dizionario della lingua italiana.
L'attrezzo usato per colpire la pallina cambiò radicalmente alla fine dell'Ottocento: da strumento simile a un tamburello assunse la forma della moderna racchetta da tennistavolo in legno. Successivamente apparvero i primi rivestimenti alle superfici, in legno con sughero o tela gommata.
Finalmente nel 1922 le due associazioni rivali "Ping Pong" e "Table Tennis" unificarono le regole di gioco. In particolare vennero decise le dimensioni del tavolo la superficie e la sua altezza, l'altezza della rete e il diametro delle palline, tutto questo in preparazione dei primi campionati del mondo svoltisi 4 anni dopo.

### In Europa
Nel 1926 nacque la Federazione internazionale di tennistavolo, la ITTF, grazie allo sforzo organizzativo di Ivor Montagu. Nel gennaio dello stesso anno in Germania fu organizzato il primo torneo internazionale di tennis; a Londra fu disputato il primo campionato mondiale, a cui parteciparono gli atleti di Austria, Cecoslovacchia, Danimarca, Germania, Ungheria, Svezia e India. Quasi tutte le medaglie furono vinte da atleti ungheresi, nazione che avrebbe continuato a dominare il tennistavolo fino alla seguente guerra.

### In Asia
Sembra che in Asia il tennistavolo si sia diffuso alla fine del XIX secolo, prima in Cina e successivamente in Giappone e in Corea. In questo continente nacque lo stile di impugnare la racchetta detto "a penna", che ricorda il modo di tenere le dita durante la scrittura. Lo stile di gioco che ne consegue è la principale diversità tra le scuole d'occidente e d'oriente.
Nel 1951 si ebbe una nuova svolta tecnica, quasi una rivoluzione, con l'introduzione delle coperture cosiddette sandwich che, migliorando le prerogative dinamiche del gioco, ampliarono moltissimo la sua popolarità e il numero di praticanti a tutti i livelli. Fino ad allora le racchette erano di legno ricoperte da uno strato di gomma puntinata e gli scambi erano molto più lenti di quelli attuali; l'introduzione di uno strato di gommapiuma tra il legno e la tela gommata rese infatti i colpi molto più veloci ed efficaci.
Sempre negli anni cinquanta, per decisione di Mao Tse Tung, il tennistavolo divenne sport nazionale cinese e ne fu spinta la diffusione in tutta la Cina. Nel 1959 il pongista Rong Guotuan fu il primo cinese a vincere una medaglia d'oro sportiva mondiale; la Cina diventò velocemente la nazione più forte nel ping pong: dal 1988 a Tokyo 2020, ha vinto 32 medaglie d'oro olimpiche su 37.
Nel 1970 il tennistavolo fu al centro della diplomazia mondiale in occasione di un incontro amichevole tra la nazionale statunitense e quella cinese che contribuì a distendere i rapporti tesi tra le due potenze. I giocatori americani furono i primi statunitensi ad avere il permesso di entrare nel territorio cinese dopo l'instaurazione del regime di Mao, eccezion fatta per undici rappresentanti del partito internazionale delle Pantere Nere. L'evento passò alla storia come "diplomazia del ping pong".
Il dominio dei pongisti cinesi fu messo in crisi negli anni ottanta quando si rese evidente il divario tecnico che esisteva tra la tattica di gioco orientale e quella europea. Mao Tze Tung, infatti, considerava l'impugnatura a penna "peculiarmente cinese" e ne imponeva l'uso ai giocatori del suo paese. Fu solo dopo la sua morte e l'avvento al potere di Deng Xiaoping che gli atleti cinesi colmarono lo svantaggio, non solo adottando l'impugnatura occidentale, ma anche riformando l'impugnatura storica. Attualmente anche i giocatori che usano l'impugnatura a penna sono in grado di usare il lato rovescio della racchetta, specialmente per insidiosi colpi di attacco.
A oggi, con quaranta milioni di giocatori stimati a livello agonistico e addirittura trecento milioni di giocatori amatoriali, di cui un'enorme parte cinese, il ping pong è lo sport più praticato al mondo.

## Materiale

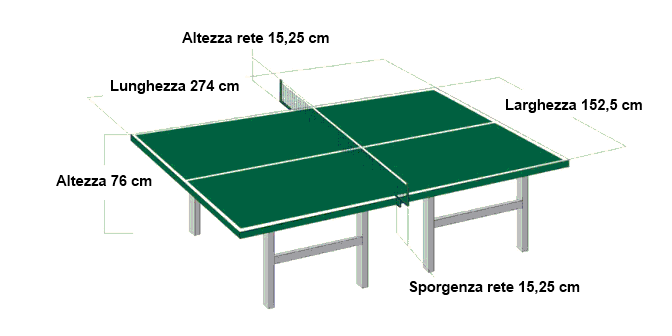
Tavolo da gioco

Il tennistavolo può essere giocato da due giocatori che gareggiano tra loro (singolo) oppure da due squadre di due giocatori ciascuna. Per giocare sono necessari una racchetta per ogni giocatore, una pallina e un tavolo idoneo, nonché una zona di gioco adeguatamente larga (per un incontro regolamentare si deve disporre di un'area di gioco di 12 metri di lunghezza, 6 metri di larghezza e 4 metri di altezza, nel caso si tratti di competizioni internazionali, mentre occorrono metri 10 x 5 x 4 nelle gare nazionali, interregionali e regionali. Sono tollerati m 8,5 x 4,25 in gare regionali).
Al centro dell'area di gioco è posto il tavolo in legno le cui dimensioni sono: lunghezza 274 cm, larghezza 152,5 cm e altezza 76 cm. Il piano del tavolo deve avere uno spessore compreso tra 16 e 24 mm e permettere un rimbalzo standard della pallina di circa 23 cm quando lasciata cadere da un'altezza di 30 cm. Il tavolo è suddiviso in due metà (dette campo) da una rete in nylon alta 15,25 cm e lunga 184 cm, la rete e i supporti sporgono su due lati lunghi per 15 cm ognuno.

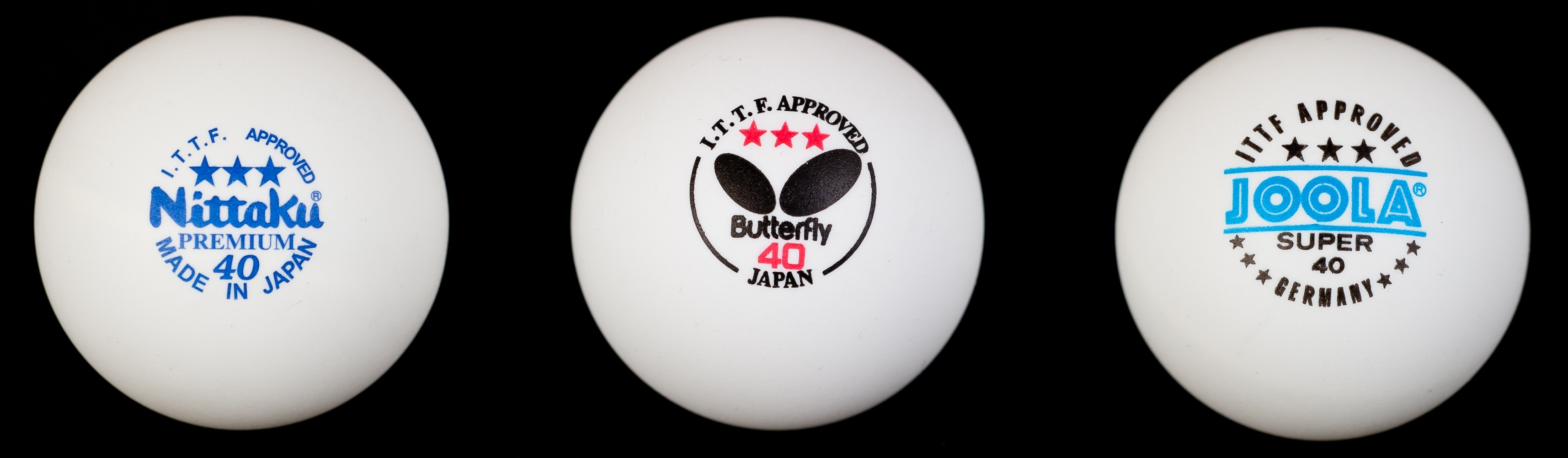
Palline da competizione di marche diverse

La pallina da tennistavolo è vuota e sferica; deve pesare 2,7 grammi e avere un diametro di 40 mm. Può essere solamente bianca o arancione e il materiale può variare. Fino a poco tempo fa il più usato era la celluloide, ma nel 2014 l'ITTF (International Table Tennis Federation) ha deciso di bandire progressivamente questo materiale; le nuove palline sono generalmente in PVC o ABS.
Proprio perché la pallina è molto leggera, non è possibile giocare a tennistavolo in luoghi aperti, dove anche una leggera brezza potrebbe spostarla improvvisamente. Inoltre la zona di gioco deve essere transennata da pannelli lungo l'intero perimetro, fuori dal quale deve esserci almeno un metro per consentire il passaggio, l'altezza del soffitto non può essere inferiore ai 5 metri. L'illuminazione dell'area deve essere uniforme in tutta l'area di gioco e non può risultare inferiore ai 400 lux. L'intera area di gioco deve essere schermata da fonti di luce esterne.

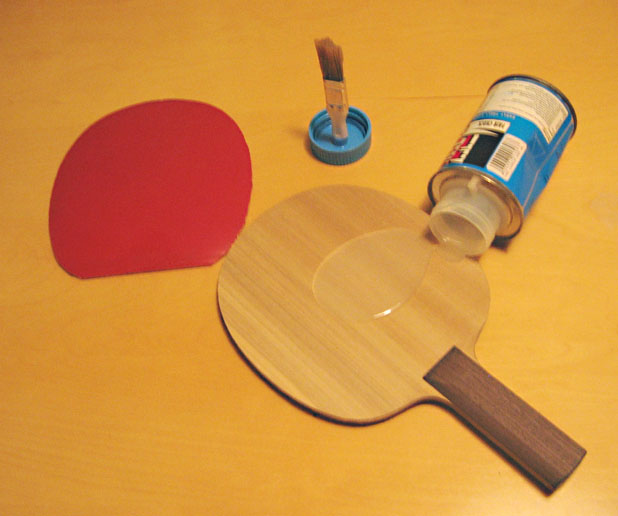
Racchetta da ping pong con gomma da incollare

I giocatori possono utilizzare racchette di qualsiasi dimensione, forma e peso, ma il telaio, o legno, fatta eccezione dell'impugnatura, deve essere piatto e rigido. Lo stesso deve essere composto almeno all'85% di legno, disposto in strati rigorosamente omogenei, ma può avere dei rinforzi interni in materiale fibroso come carbonio o fibra di vetro per aumentarne la rigidità.
Le facce della racchetta usate per colpire la pallina devono essere ricoperte da un foglio di gomma chiamato copertura o semplicemente gomma. Questa può essere di diversi tipi, ma se ne distinguono tre principali categorie:
- quelle uniformemente coperte da puntini sporgenti, rivolti verso l'esterno sono chiamate gomme puntinate semplici, o puntinate a legno;[19]
- sono invece formate da due strati le gomme sandwich, uno di gommapiuma (a contatto col legno) e uno esterno di gomma, che in questo caso può avere la puntinatura esterna (gomme puntinate sandwich) oppure rivolta verso la gommapiuma (gomme lisce, perché la puntinatura è nascosta all'interno e la pallina viene colpita con una superficie liscia).

Il regolamento prescrive lo spessore massimo di 4 mm per ciascuna gomma, ma nella pratica gli spessori variano molto e una differenza notevole si incontra tra le gomme puntinate corte (più adatte al gioco attivo) e quelle medie o anche lunghe (utilizzate solo per uno stile difensivo); in questo caso, la differenza è fatta dalla lunghezza della puntinatura.
Le due gomme della racchetta devono essere una nera ed una di altro colore (ne sono permessi 5) e devono possedere il marchio della ITTF, che certifica che si tratti di gomme approvate dalla federazione medesima. I telai invece possono essere usati di qualunque forma e senza marchi, purché rispettino le caratteristiche richieste dal regolamento. Potrebbero essere anche fatti "in casa" e alcuni artigiani si mettono a disposizione dei pongisti per la realizzazione di racchette personalizzate.

### Modifiche al materiale

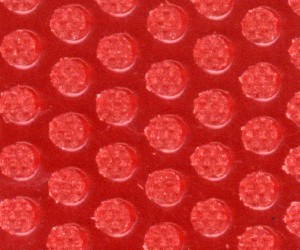
Puntinatura di una gomma

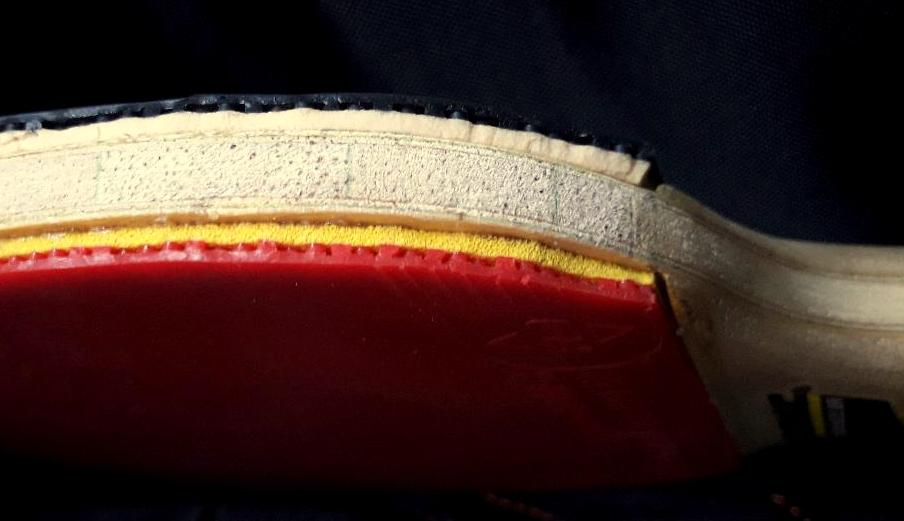
Profilo di una racchetta da ping pong con due gomme lisce. Si nota la struttura del telaio e delle gomme.

Nel corso della sua vita, il tennistavolo è progredito di pari passo con l'invenzione di nuove attrezzature che hanno cambiato il gioco. Altre volte, invece, la I.T.T.F. ha decretato cambiamenti altrettanto importanti al materiale da gioco.
Fino a una ventina di anni fa, si potevano usare gomme di qualsiasi colore e anche di colore uguale. Non di rado, infatti, si vedevano gomme verdi, blu, arancione; i difensori con una gomma puntinata e una liscia, usavano spesso due gomme nere, in modo da ingannare l'avversario senza che questi potesse intuire con quale rivestimento veniva effettuato il colpo. L'obbligo di usare una gomma rossa e una nera è stato imposto appunto per permettere ai giocatori di distinguere la gomma che l'avversario usa per ogni colpo. Da ottobre 2021 sono permessi quattro nuovi colori: rosa, verde, blu e viola; ma esclusivamente in sostituzione del rosso, mentre il nero resta tassativo.
Le palline usate nel tennistavolo dovevano avere, in passato, un diametro di 38 mm, nel 2001, insieme con un'importante modifica del regolamento di gara (vedi la sezione Modifiche al regolamento) la I.T.T.F. ha aumentato le dimensioni della pallina per renderla più visibile e rendere il gioco un po' più lento e più apprezzabile dagli spettatori.
Nel corso degli ultimi decenni, sono stati inventati diversi metodi per aumentare chimicamente la qualità e l'efficacia durante il gioco delle gomme da ping pong. La I.T.T.F. ha deciso di vietare espressamente gran parte di questi metodi, in quanto permettevano ai giocatori di modificare e rendere imprevedibile la risposta della pallina sulla gomma.
Le gomme puntinate, che hanno una certa aderenza, non possono essere trattate per renderle "scivolose", altrimenti si consentirebbe alla gomma di imprimere sulla pallina un effetto decisamente imprevedibile. Le gomme così trattate non sono regolamentari e perciò vietate durante una gara. L'industria del settore, proprio per soddisfare tutte le esigenze, è però riuscita ad ottenere questi effetti in modo originale, producendo le gomme puntinate lunghe lisce, denominate "vetrificate" poiché richiamano la insensibilità del vetro agli effetti e rotazioni impresse alla pallina. Le gomme vetrificate sono state legali in quanto approvate dalla I.T.T.F. fino al 2008, anno in cui la stessa ha stabilito un coefficiente minimo di presa sulla pallina affinché una gomma possa essere considerata regolare.
In senso opposto, esistevano degli spray pensati per rendere più appiccicosa la superficie delle gomme lisce, da applicare prima o durante ogni incontro. Pure questo trattamento è stato considerato illegale, dal momento che l'avversario non avrebbe potuto prevedere l'effetto che la gomma impregnata con queste sostanze sarebbe andata ad imprimere sulla pallina.
La colla fresca (in inglese: speed glue) era un tipo di collante pensato e utilizzato per attaccare la gomma al telaio prima di ogni incontro, o anche prima di ogni seduta di allenamento, al termine del quale la gomma sarebbe stata staccata, per essere nuovamente incollata nell'occasione seguente. La particolarità della colla fresca era che, grazie ai suoi solventi, su tutti il tricloruro di etilene e altri composti organici volatili (VOC), penetrava nella gommapiuma e la faceva dilatare, rendendola più morbida. I vantaggi per il giocatore erano dunque un aumento della velocità e del giro impressi dalla gomma, oltre ad un maggior controllo. La colla fresca è stata proibita anche e soprattutto perché i solventi della stessa erano volatili e cancerogeni. Attualmente, i produttori vendono coperture con il cosiddetto "effetto colla fresca incorporato" che a loro dire darebbe alle gomme proprietà durature uguali a quelle di una gomma incollata a fresco.

## La gara

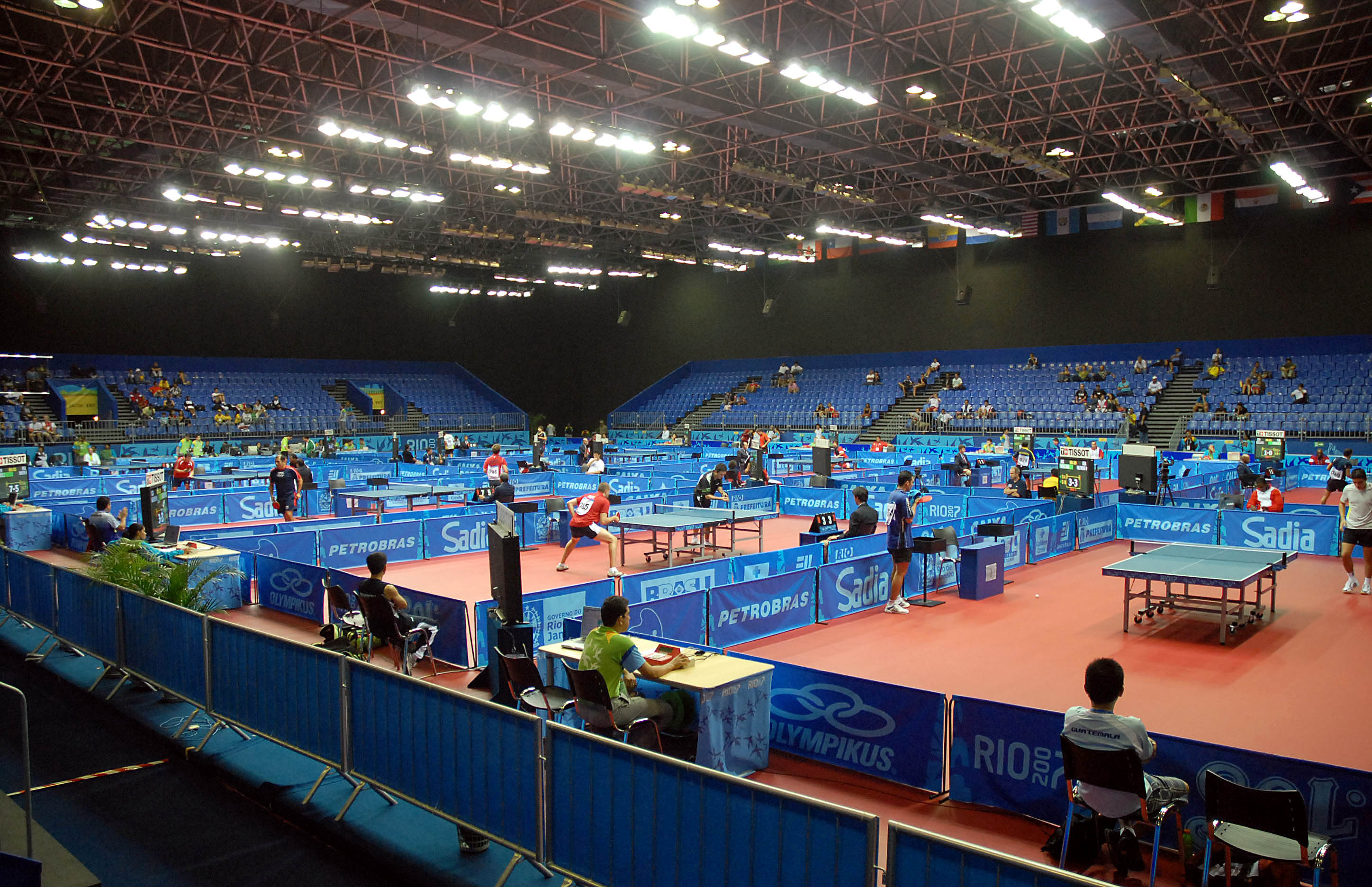
Riocentro (Rio de Janeiro) in occasione dei giochi panamericani del 2007

Canonicamente, un incontro si disputa in un numero variabile di set, per cui vince chi se ne aggiudica per primo un certo numero prestabilito. Nelle competizioni locali è prassi comune giocare le partite alla meglio di 5 set, mentre nei tornei internazionali, come campionati del mondo ed olimpiadi, gli incontri si disputano alla meglio di 7 set (per cui vince chi per primo se ne aggiudica 4). Il regolamento tecnico del gioco non impone né vieta nessun numero particolare.
Un giocatore vince un set quando raggiunge 11 punti, mentre l'avversario ne ha realizzati meno di 10. Se nella partita i giocatori raggiungono entrambi 10 punti, vince il primo che riesce a conquistarne 2 di vantaggio sull'avversario.
All'inizio di un incontro si effettua un sorteggio e il vincitore ha il diritto di scegliere se servire o ricevere per primo o il lato del tavolo preferito, all'altro giocatore rimane l'altra scelta. Gli arbitri ufficiali usano un gettone colorato, però sono validi anche altri tipi di sorteggio: tra gli amatori è comune che si faccia uno scambio per la palla, chi vince lo scambio ottiene il servizio. Chi inizia a battere effettua 2 servizi consecutivi, poi toccherà all'avversario; la sequenza di due battute si alterna sino alla fine della partita. In caso di parità sul punteggio di 10 punti, la sequenza delle battute è limitata ad un solo servizio a testa.
Il gioco ha inizio quando la pallina lascia la mano del giocatore che effettua il servizio, quindi se il battitore non colpisce la pallina dopo averla lanciata è punto dell'avversario.
Il servizio deve rispettare alcune fondamentali regole: all'inizio dello stesso, la pallina dev'essere liberamente posta sul palmo aperto della mano libera ed immobile in modo da essere visibile dall'avversario. Il battitore deve quindi lanciare la pallina verso l'alto con un angolo massimo di 30° e senza imprimere effetto, così che si sollevi dal palmo della mano libera di almeno di 16,5 cm e ricada senza toccare nulla prima di essere colpita in fase discendente dal battitore. La pallina deve essere colpita oltre e al di sopra della linea di fondo del tavolo.
Se anche solo una delle regole del servizio non viene rispettata, dopo un primo ammonimento, ad ogni successivo errore l'arbitro chiamerà il fallo al battitore, assegnando conseguentemente un punto all'avversario.
Il servizio consiste nel colpire la pallina con la racchetta per farla rimbalzare una volta nel proprio campo e, superando la rete, farla ricadere nel campo avversario. Se durante il servizio la palla tocca la rete (supporti compresi) prima che tocchi il campo avversario si commette un fallo senza penalità e il servizio deve essere ripetuto. Se durante un servizio la palla è ammaccata o rotta in un punto e durante il gioco la direzione viene modificata, il punto viene annullato per dare la possibilità di giocare un servizio pulito.
Una volta che la palla è stata servita, l'altro giocatore deve effettuare un "rinvio" o "risposta". Per compiere un rinvio il giocatore deve colpire la pallina, con la racchetta o con la mano (fino al polso) che la tiene, dopo che essa ha colpito una volta il proprio campo e prima che lo colpisca una seconda. Dopo che il giocatore ha colpito la pallina, questa deve arrivare a colpire il campo avversario senza prima toccare altro se non la rete. I giocatori devono effettuare una risposta a testa finché uno dei giocatori non manca una risposta o non commette fallo.
Se prima del servizio del battitore l'avversario alza la mano per cause di forza maggiore e non tocca la pallina facendola cadere sul pavimento, il battitore dovrà effettuare un nuovo servizio senza sanzioni per l'avversario.
La pallina è considerata "in gioco" quando lascia la mano del giocatore che effettua il servizio. Si ottiene un punto nei seguenti casi:
- l'avversario effettua un servizio sbagliato o manca di effettuarlo dopo che ha messo in gioco la pallina
- l'avversario manca o sbaglia un rinvio
- l'avversario commette uno dei seguenti falli:
  - la pallina rimbalza due o più volte nel suo campo
  - l'avversario colpisce senza che essa abbia rimbalzato una volta nel proprio campo (colpo al volo)
  - l'avversario colpisce o tocca la pallina con qualcosa di diverso della sua racchetta o dalla mano con cui la tiene
  - l'avversario colpisce la pallina deliberatamente due volte di seguito

Un fallo è commesso nei seguenti casi:
- il giocatore o la sua racchetta tocca la rete
- il giocatore tocca il tavolo con la mano libera
- il giocatore sposta il tavolo di gioco
- il giocatore parla durante lo scambio

### Il "Let"
Chi inizia il gioco e serve deve far rimbalzare la palla nel proprio campo da gioco e poi in quello avversario e ha una sola possibilità prima che il punto venga assegnato al suo avversario. Se la pallina tocca il nastro bianco che delimita la superficie della rete e cade nel campo avversario, il servizio deve essere ripetuto, mentre se cade fuori il punto va all'avversario.
Molti definiscono erroneamente "net" (in inglese "rete", anche se in realtà la palla tocca il nastro e non la rete stessa) il primo caso, ma termine corretto è invece "let", derivante dalla frase inglese "Let's play again" cioè "rigiochiamo".

### Il doppio

Schema dei margini imposti alla battuta per le partite di doppio

Nel tennistavolo si disputano anche incontri di doppio. Le regole sono le stesse previste per il singolo, a parte le seguenti eccezioni:
- il campo è diviso in due parti da una linea mediana parallela al lato lungo del tavolo, utile solo in occasione del servizio di battuta;
- è obbligatorio battere il servizio dalla parte destra del proprio campo inviando la pallina nella parte destra del campo avversario;
- i giocatori di ciascuna coppia devono alternarsi nello scambio ribattendo la pallina una volta per uno.

In un incontro di doppio assumono un diverso rilievo alcune considerazioni generali sulla forza dei singoli giocatori. Non sempre due giocatori con miglior classifica individuale vincono contro una coppia che è considerata complessivamente più debole. È infatti importante in questa specialità che i due membri della coppia si integrino vicendevolmente e siano affiatati. Nel doppio risulta essenziale il movimento sincronizzato dei giocatori, i quali devono essere sempre nella posizione migliore per colpire senza ostacolarsi a vicenda.
La composizione ideale del doppio è considerata quella formata da un giocatore mancino e da un destro, in quanto in questo modo è necessario un minor movimento per raggiungere la posizione ideale per colpire la pallina.

### Gara a squadre
Alle olimpiadi la gara a squadre ha sostituito il doppio dal 2008. Le squadre sono composte da due giocatori e l'incontro inizia con due singoli seguiti da un doppio; nel caso nessuna delle due squadre abbia ottenuto tre vittorie, vengono disputati i due singoli che non erano stati giocati in precedenza. Vince la squadra che riesce a ottenere tre vittorie.

### Modifiche al regolamento
Fino al 2001 il set di singolo o doppio veniva disputato sulla lunghezza di 21 punti, con 5 servizi consecutivi per ogni giocatore; in caso di raggiunta parità a 20 punti i giocatori si alternavano con un solo servizio sino a quando si ottenevano due punti sull'avversario. La modifica del set a 11 punti è stata imposta dall'I.T.T.F. nel 2001 per rendere il gioco più spettacolare. Oramai neppure nel gioco amatoriale si utilizzano i vecchi punteggi.
Fino al 2002 era anche permesso nascondere la pallina durante il servizio con il braccio libero, ma ciò fu proibito poiché giudicato disonesto nei confronti dell'avversario e perché rendeva troppo facile ottenere il punto con la sola battuta.

## Differenze con il tennis
- Nel tennis in battuta dopo aver lanciato la palla, il battitore può decidere di non colpirla e non subire sanzioni, scegliendo invece di riprenderla con la mano o di lasciare che rimbalzi a terra; contrariamente, nel tennistavolo l'inizio del gioco ha luogo esattamente quando il battitore lancia la pallina, quindi se questa non viene colpita o ripresa con la mano viene decretato fallo e punto all'avversario.
- Nel tennis alla battuta si tira la palla direttamente nel campo avversario, nel tennistavolo si fa prima rimbalzare nel proprio campo.
- Nel tennis il punteggio ha una sequenza di numeri ben differente da quella del tennistavolo: il primo prevede 15 - 30 - 40 - game, fino a che si vincono 6 game per vincere un set, mentre il secondo prevede 1 - 2 - 3 - 4 - ... - 11 punti per vincere un set.
- A tennis si vincono 2 set (3 nei tornei del Grande Slam), a tennistavolo si vincono 3 set (4 nel torneo olimpico).

## Tecnica di gioco

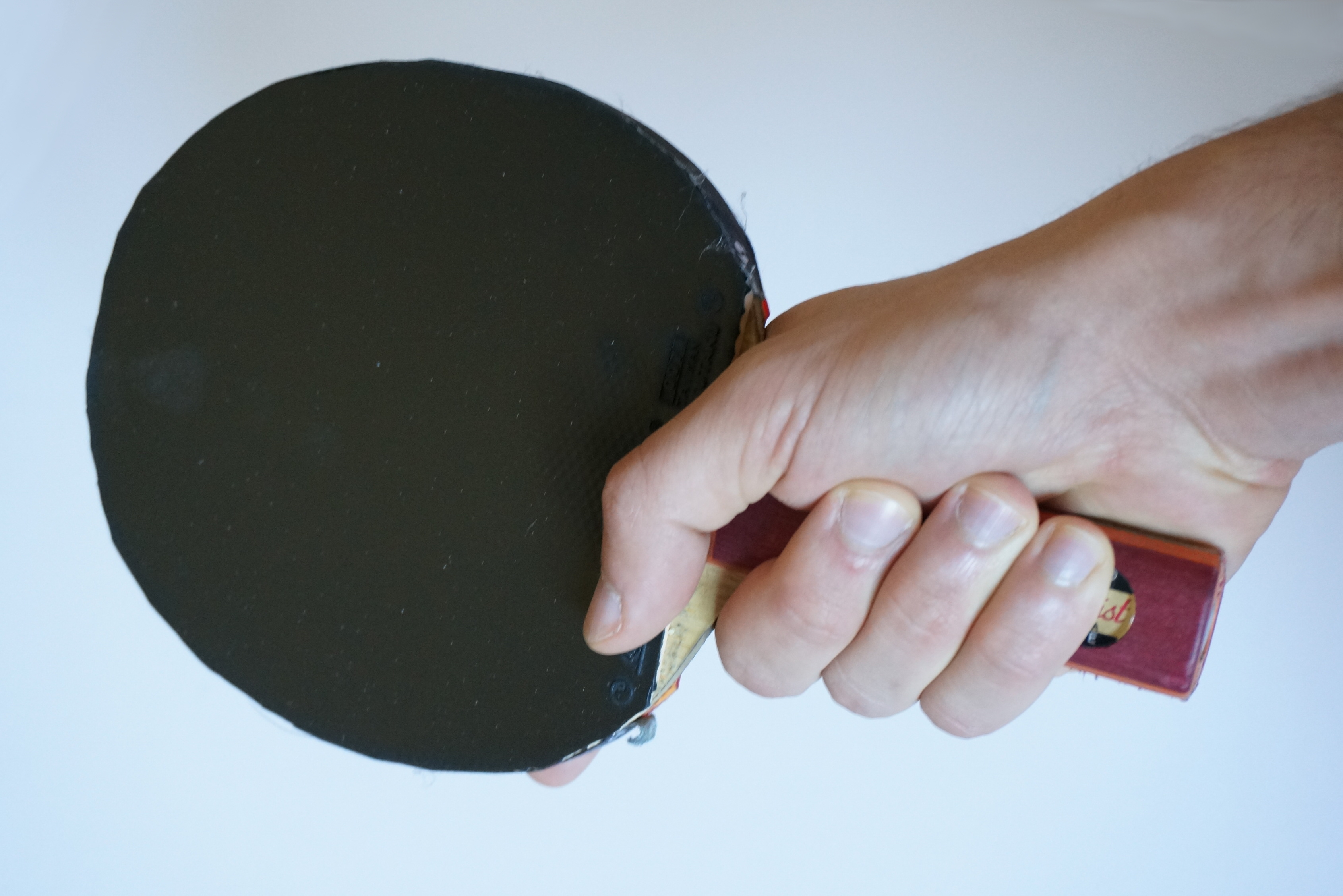
Impugnatura di gioco all'occidentale

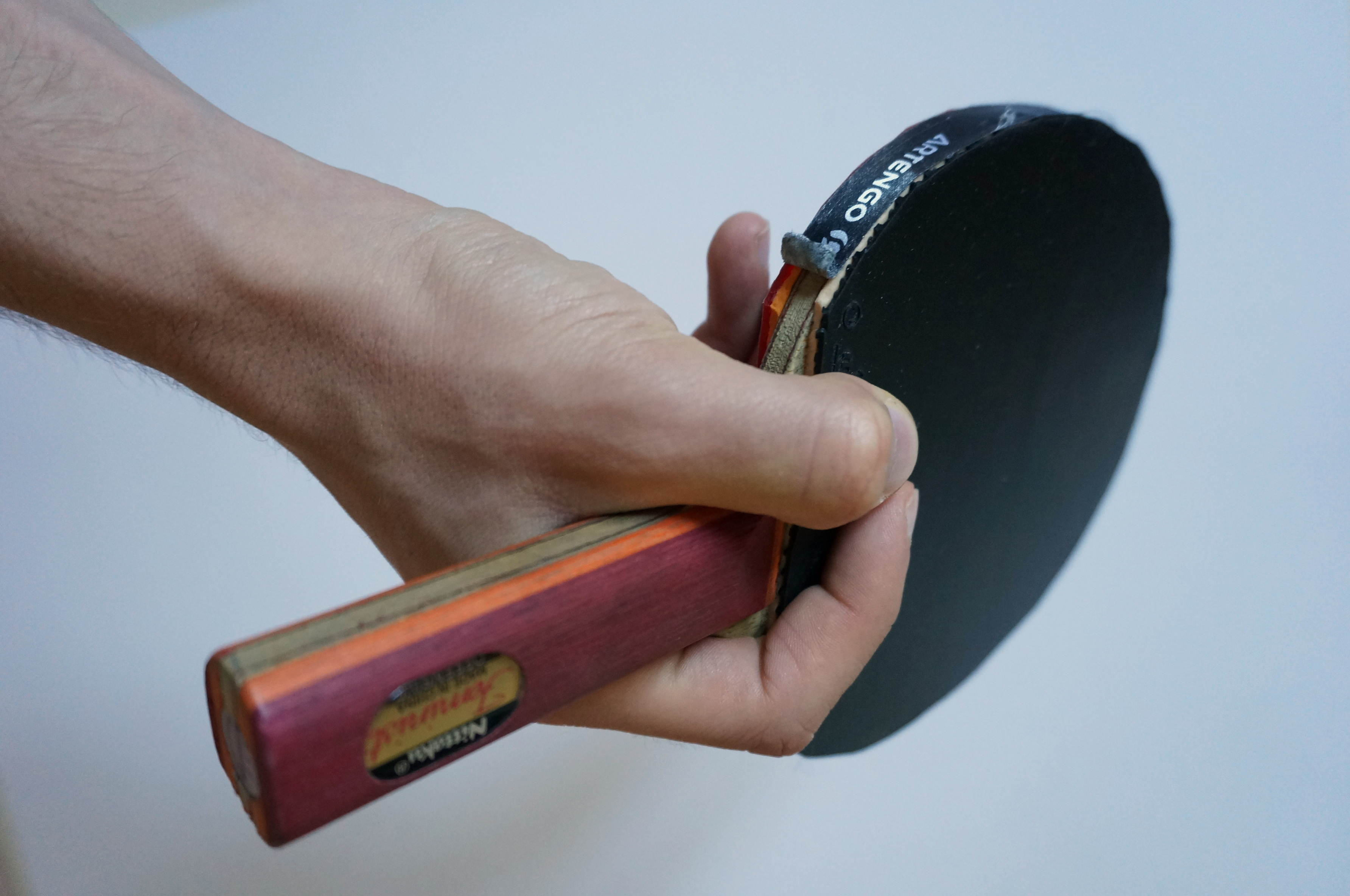
Impugnatura di gioco a penna cinese

### Impugnatura
Esistono due differenti modi di impugnare la racchetta e quindi due diversi stili:
- Lo stile occidentale consiste nel tenere il manico della racchetta con 3 dita, l'indice sulla gomma di un lato della racchetta, il pollice sulla gomma dell'altro lato della racchetta. Questa impugnatura consente di colpire la pallina sia col dritto che col rovescio.
- Lo stile cinese, o a penna, consiste invece nel tenere il manico della racchetta nell'incavo della mano tra pollice e indice. Viene chiamato così perché ricorda il modo di stringere una penna durante la scrittura. In questo caso vi sono due varianti che appartengono a due diverse scuole:
  - L'impugnatura a penna cinese prevede che le dita medio, anulare e mignolo siano raccolte. Permette un enorme vantaggio nell'esecuzione del servizio grazie alla libertà del polso e nei colpi di dritto, topspin in particolare. Al contrario rende molto difficile il rovescio.
  - L'impugnatura a penna giapponese somiglia a quella cinese, ma le dita dietro alla racchetta non sono contratte, bensì distese su di essa e questo limita il movimento del polso e permette di utilizzare una sola faccia della racchetta, sia per i colpi di dritto sia per il rovescio, il che è assai svantaggioso, costringendo quindi i giocatori a continui movimenti per poter utilizzare sempre il dritto. Inoltre, le racchette giapponesi sono tradizionalmente più grandi, di forma squadrata e col manico più lungo di quelle cinesi.

L'impugnatura occidentale è, al momento, la più diffusa tra i professionisti, perché permette l'utilizzo di entrambe le facce della racchetta e consente di eseguire colpi sia di dritto che di rovescio, mantenendo una posizione centrale rispetto al tavolo e senza dover fare eccessivi spostamenti. Per queste ragioni, negli anni novanta i giocatori orientali e in particolare la scuola cinese si sono avvicinati all'utilizzo dell'impugnatura all'europea e del lato rovescio della racchetta con l'impugnatura a penna cinese, specialmente per i colpi di attacco.

### Rotazione
Nel gioco del tennistavolo è di fondamentale importanza saper imprimere giro alla pallina e saper rispondere ottimamente a una palla girata. Questo perché, sebbene le racchette possano essere molto diverse tra loro, sono tutte molto sensibili alla rotazione impressa sulla pallina, la quale può arrivare ad avere giri assai considerevoli durante uno scambio.

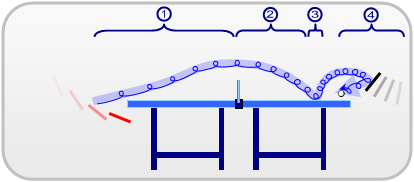
Effetti del giro inferiore mostrati in quattro fasi

Esistono diversi tipi di rotazioni (o di effetto o ancora di spin) che vengono distinti in base alla sua direzione rispetto all'asse del tavolo. I suoi effetti sono diversi e possono essere notati debolmente quando la pallina è in aria, ma si rivelano decisamente quando essa tocca il tavolo, quindi in misura varia quando tocca la racchetta di un giocatore in base al tipo di gomma che questi utilizza. I tipi di giro "semplici" usati nel tennistavolo sono i seguenti:
- Inferiore, o taglio o backspin: si ottiene colpendo la pallina strusciandola dal basso, in modo da darle una rotazione contraria al moto, cioè antioraria per chi vedesse il colpo dalla destra. La pallina con giro inferiore tende ad abbassarsi lentamente mentre è in aria e a levitare leggermente. Quando la pallina tocca il tavolo rallenta bruscamente e rimbalza verso l'alto. Quando poi tocca la racchetta del giocatore ricevente si muove verso il basso, quindi andrà sulla rete se il giocatore non ha opportunamente aperto la racchetta, ovvero inclinato verso l'alto.

Il backspin è preferito dai giocatori "di difesa", ma il palleggio, ovvero il colpo tagliato sul tavolo, è una delle basi della pratica del tennistavolo e deve essere padroneggiato da tutti i tipi di giocatori.

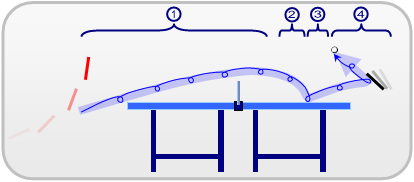
Effetti del giro superiore mostrati in quattro fasi

- Superiore, o topspin: è il giro inverso all'inferiore, quindi si ottiene colpendo la pallina dall'alto, così che ottenga una rotazione oraria se vista dalla destra rispetto alla direzione del movimento. La pallina con giro superiore si abbassa velocemente, quindi accelera al contatto con il tavolo, con un rimbalzo schiacciato. Quando essa tocca la racchetta del ricevente tende a rimbalzare verso l'alto. Il colpo di risposta al topspin è il blocco, che si effettua inclinando la racchetta verso il tavolo.

Il topspin — abbreviato top — è il colpo che imprime alla pallina il giro omonimo. È un colpo di attacco, in quanto accelera lo scambio ed è difficile da ricevere. Il blocco, infatti, è un colpo passivo, che permette all'avversario di piazzare colpi sempre migliori; d'altro canto, non esiste un altro modo più efficace per rispondere ad un topspin.
- Laterale, o sidespin: è un giro utilizzato soprattutto in battuta. La pallina ha una rotazione sullo stesso piano del tavolo, che cioè è perfettamente visibile guardandola dall'alto. Viene chiamato giro laterale destro se così visto è antiorario, o giro laterale sinistro se è orario. Quando è stato impresso alla pallina, questa tende a cambiare il proprio moto verso destra o verso sinistra, rispettivamente nel caso che la pallina sia stata strusciata da sinistra o da destra. A meno che una pallina "laterale" non abbia anche un altro tipo di spin — ad esempio superiore o inferiore, com'è nella maggioranza dei casi — toccando il tavolo avrà un rimbalzo normale, ma sulla racchetta del giocatore ricevente scarterà bruscamente verso destra o sinistra a seconda della rotazione.
- Corkspin, o cavatappi o giro a vite: è il tipo di spin in assoluto meno utilizzato e trova applicazione solo in alcune battute. La pallina assume una rotazione intorno all'asse del moto, ovvero perfettamente visibile osservata dal punto in cui la pallina è colpita. La pallina con giro a vite non ha evidenti variazioni di movimento mentre è in aria, invece si sposta velocemente verso sinistra o verso destra — a seconda di come era stato dato il giro — nel momento in cui tocca il tavolo. Considerando che la direzione del moto della pallina battuta con corkspin cambia notevolmente dopo che ha toccato il tavolo due volte, arriva al giocatore ricevente con giro di fatto superiore.

In sintesi, il giro può essere impresso alla pallina su tre assi, e in due sensi per ogni asse. Durante uno scambio la pallina ha sempre o quasi una rotazione che è composizione di uno o più dei tipi di giro qui elencati. Ad ogni modo, eccezion fatta per la battuta, raramente in una partita di tennistavolo si ricorre al giro laterale e ancor meno al corkspin.
Un giocatore può anche, con l'intenzione di far sbagliare la risposta all'avversario, variare in intensità lo stesso spin, fingendo invece che sia sempre uguale. Nel tennistavolo, dove l'effetto che ciascun colpo trasmette alla pallina è di primaria importanza, anche una "palla liscia" cioè senza giro, deve essere servita con la stessa coscienza che porta a servire una pallina con questo o quell'effetto, tanto che alcuni sostengono che il "no-spin" sia un giro alla stregua di tutti gli altri.

### Colpi

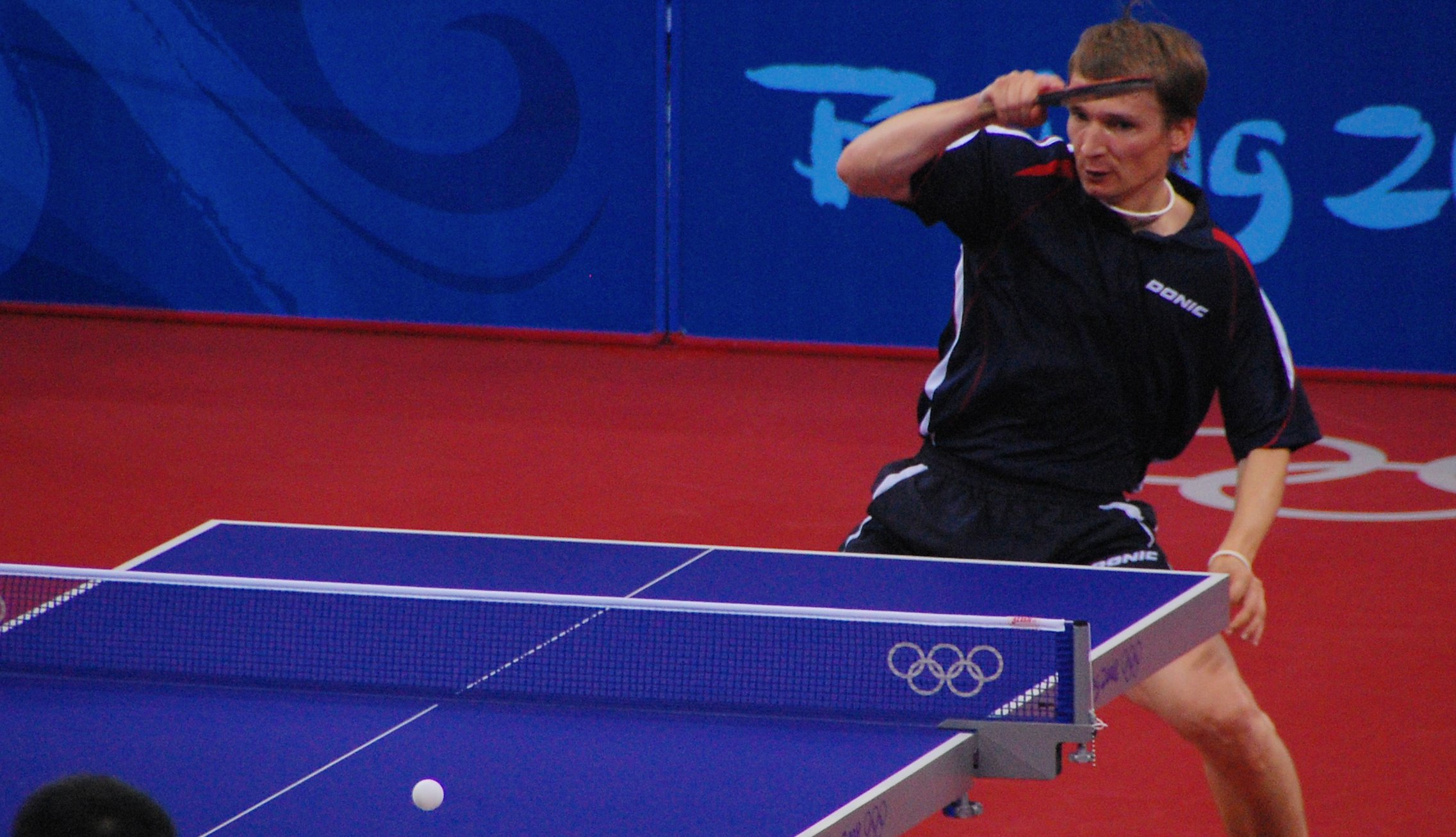
Top spin di Werner Schlager (Pechino 2008)

I colpi sono, insieme agli spostamenti del giocatore, uno dei due elementi fondamentali del tennistavolo e sono stati classificati da molti studi sulla tecnica del gioco. Possono essere divisi come segue:

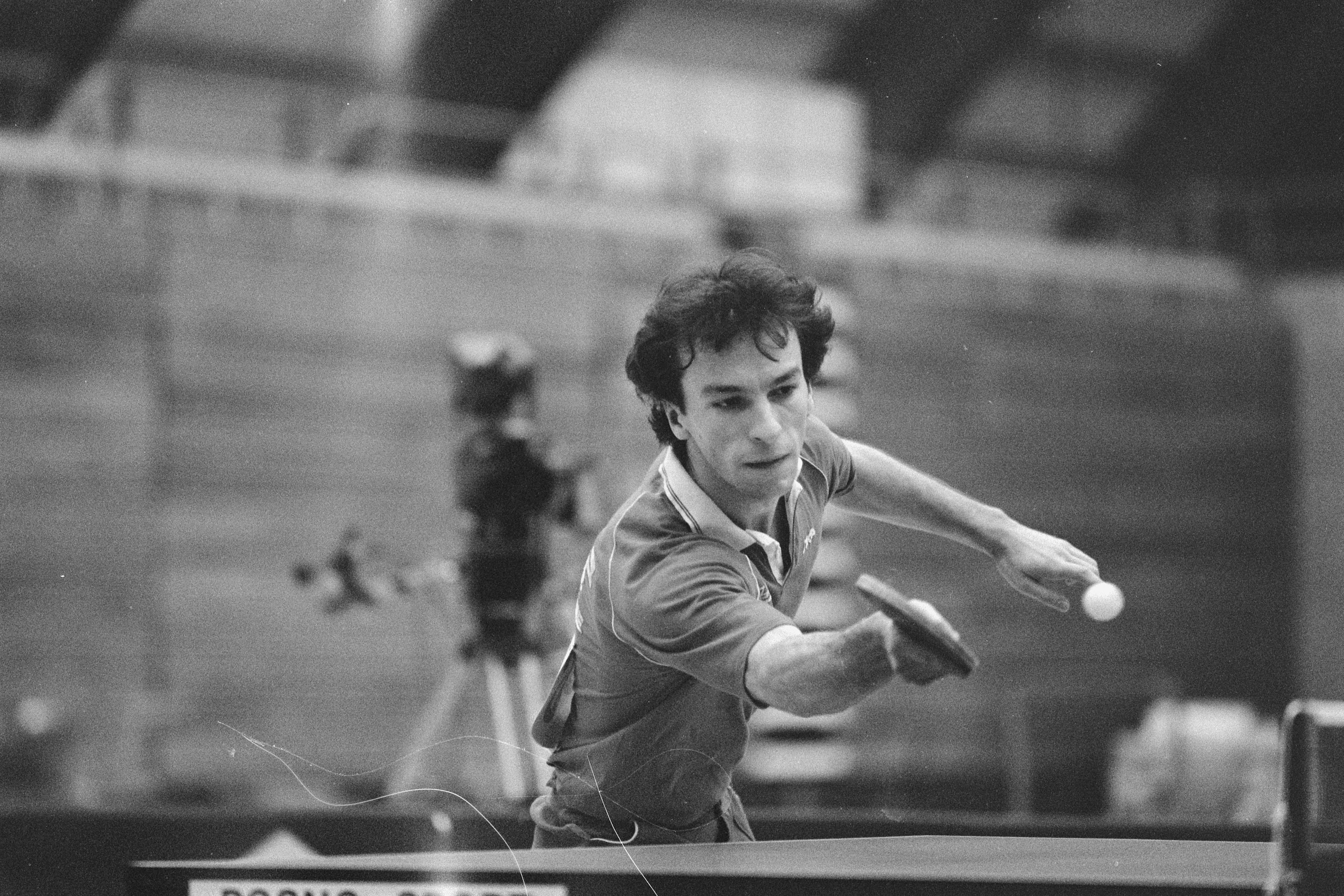
Paul Hâldan esegue un palleggio sul tavolo (1986)

- Servizio o battuta: è il colpo che mette in gioco la pallina e sicuramente uno dei fondamentali più importanti del tennistavolo. Fino al secolo scorso, l'aspetto più probabilmente importante del servizio era l'abilità del giocatore che serviva a nascondere il colpo agli occhi dell'avversario, in modo tale da impedirgli di intuire che giro avesse la pallina durante lo scambio. L'ITTF ha però proibito questa pratica perché gli scambi si interrompevano troppo spesso ancora prima di iniziare, sbagliando il ricevente la risposta alla battuta, e il gioco risultava noioso. Con le regole attuali è più difficile ottenere il punto su battuta, ma questa resta un colpo di fondamentale importanza tattica, in quanto su essa si basa l'intero scambio che ne segue.[28]
- Scambio, o drive: è il colpo che punta a lanciare la pallina nel campo avversario senza imprimergli effetto, o al limite conferendogli un leggero effetto superiore. È il primo fondamentale tecnico che viene insegnato ai nuovi giocatori, che devono imparare a padroneggiarlo bene prima di poter progredire. È infatti una base necessaria per apprendere altri colpi più complessi, come il topspin.[29]
- Palleggio, o push: è il colpo che imprime alla palla un giro inferiore. Si tratta di un importante fondamentale ed è uno dei primi colpi che vengono insegnati ai nuovi giocatori. È un colpo di difesa e serve a controllare la pallina, ma può essere utile a preparare un colpo d'attacco, come il topspin.[30]
- Difesa tagliata o chop: è il colpo tagliato effettuato da lontano dal tavolo, diverso dal normale palleggio sia per la tecnica che per l'utilizzo tattico. È efficace infatti anche per rispondere al topspin, ma non può prescindere da un gioco di difesa piuttosto passivo e contrario all'attacco sul tavolo, che invece ha storicamente avuto il sopravvento negli ultimi anni, avvantaggiato da nuovi materiali che hanno molto accelerato il gioco.[31]
- Topspin, abbreviato top: è considerato il colpo più importante perché è l'unico che può essere usato per attaccare tutte le palline. È stato inventato negli anni '50 in Giappone grazie all'introduzione di nuovi rivestimenti per la racchetta in gommapiuma ed ha segnato una svolta nell'evoluzione del tennistavolo. Il topspin di rovescio, in particolare, è storicamente molto posteriore a quello di diritto ed è stato per un certo periodo esclusiva dei giocatori occidentali, mentre quelli orientali cercavano esclusivamente l'attacco di diritto.[32]
- Blocco o block: è un colpo di risposta al topspin e si esegue come uno scambio, colpendo la pallina appena dopo che è rimbalzata, senza modificarne il giro. Può essere attivo (o spinto) se respinge la pallina nel campo avversario aggiungendogli velocità, oppure passivo se si limita a sfruttare la sola energia del top per respingere la pallina, smorzandone la velocità. A livello internazionale però, il blocco è considerato comunque un colpo troppo passivo e al suo posto è usato sempre il contro-top.[33]
- Topspin contro topspin abbreviato contro-top: Si tratta del topspin eseguito in risposta a un top avversario. È necessario per un attaccante riuscire a padroneggiare questo colpo, tra i più difficili in assoluto, per poter ribaltare il gioco nel caso il suo avversario riesca a portarsi in attacco prima di lui.[34]
- Flip o flik: è il colpo che si utilizza per attaccare una palla bassa e corta. Si tratta in pratica di un top sul tavolo.
- Schiacciata, o smash: è il colpo che punta tutto sulla velocità ed è fattibile soprattutto sulle palle alte. Il metodo corretto di eseguirlo è colpire la palla come in uno scambio di diritto (mai di rovescio) con la racchetta all'altezza della spalla.[35]
- Difesa alta o lob: è il colpo che, effettuato lontano dal tavolo, serve a rispondere a una serie di schiacciate o a un top particolarmente efficace. Si colpisce la palla quando è rallentata e ormai è bassa e la si spinge più in alto e più lunga possibile, in modo da rendere meno efficace l'attacco avversario e da poter contrattaccare al colpo seguente.[36]

### Postura e spostamenti

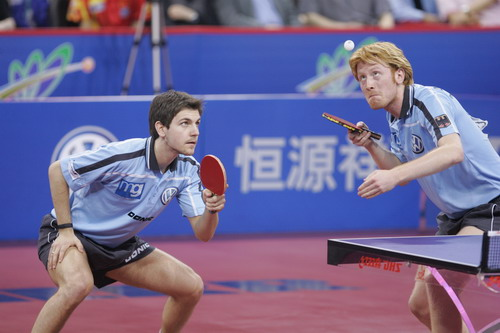
Timo Boll in posizione di partenza mentre Christian Süß serve in una partita di doppio del 2005

Nel tennistavolo ogni colpo richiede che il giocatore che lo esegue sia in una certa posizione rispetto alla pallina; migliore è la sua posizione, maggiori sono le possibilità che il colpo riesca bene. Quando invece la pallina è nel campo avversario, si deve tenere una postura che permetta di raggiungere efficacemente e in brevissimo tempo la posizione necessaria a effettuare qualsiasi colpo diventi necessario.
In particolare è stata a lungo studiata la posizione di partenza del giocatore che riceve il servizio, e che un giocatore dovrebbe anche ricercare durante uno scambio, nel breve intermezzo tra un colpo e il seguente. In questa posizione il giocatore è leggermente piegato in avanti col busto sulle gambe divaricate e anch'esse piegate. Il piede sinistro è pochi centimetri avanti a quello destro (o all'opposto per i mancini) e la racchetta è puntata verticale verso l'avversario. Durante tutto lo scambio, per ottenere un gioco migliore e potersi spostare più velocemente il pongista deve mantenere le gambe piegate e il busto sempre leggermente in avanti mantenendo l'equilibrio sugli avampiedi.

### Stili di gioco
In una partita di tennistavolo si praticano diverse tattiche di gioco, determinate da altrettanti tipi di materiali:
- Attacco
- All-Round (completo)
- Difesa

Ogni giocatore, a seconda del proprio stile di gioco, utilizza la racchetta e le gomme che ritiene migliori. Queste ultime si consumano molto, perdendo aderenza, e devono quindi essere cambiate periodicamente affinché abbiano sempre un'efficienza massima, o perlomeno buona. Un giocatore di massimo livello applica nuove gomme alla propria racchetta prima di ogni incontro e dopo ogni settimana di allenamento, mentre un giocatore non professionista usa le stesse gomme per mesi. Dopo 40 ore di gioco, la gomma tende a perdere comunque una certa parte del suo potenziale, anche se si può ancora usare.
I giocatori di "attacco" usano perlopiù racchette rigide con telai rinforzati con fibra di carbonio, kevlar, titanio, oppure fibra di vetro. Preferiscono in genere legni leggeri e più piccoli di quelli scelti dai giocatori di difesa. La rigidità della racchetta aumenta il centro palla, la zona della racchetta, cioè, nella quale la pallina rimbalza con la massima regolarità, il peso e le dimensioni ridotte ne aumentano la maneggevolezza.
Le gomme che usano sono lisce sia per il dritto sia per il rovescio. Lo spessore della gomma può variare da 1,5 a 2,1 mm circa; più la gommapiuma è spessa, più la gomma liscia è adatta al gioco d'attacco. Queste gomme hanno la proprietà di imprimere forti rotazioni alla pallina. La puntinatura interna è molto fitta, in modo che la pallina rimbalzi sulla racchetta senza perdere velocità.
Molto popolari tra i giocatori di attacco cinesi sono gomme dalla superficie appiccicosa che permette loro di imprimere spin elevatissimi anche grazie a movimenti della racchetta molto ampi, favoriti dall'impugnatura a penna. Gli attaccanti europei prediligono le gomme morbide a quelle dure e appiccicose perlopiù usate dagli orientali, questo fondamentalmente per tre motivi:
1. le gomme appiccicose risentono maggiormente degli effetti impressi alla pallina dagli avversari;
2. le gomme appiccicose solitamente sono più dure e pesanti di quelle morbide e quindi meno maneggevoli;
3. le gomme morbide permettono alla pallina di "affondare" nella gomma adducendo un sensibile incremento dello spin e dell'effetto catapulta, aumentano velocità della pallina e del "feeling".

Esiste una variante del gioco di attacco che prevede l'utilizzo di racchette rigide e gomme puntinate corte da scambio con gommapiuma. È uno stile che punta sulla velocità per segnare il punto e fa solo leggero uso del giro. Le gomme puntinate permettono attacchi rapidi, violenti e blocchi insidiosi del topspin avversario.
Gli "all-round" sono giocatori che alternano difesa e blocco al tavolo con attacchi improvvisi. Usano telai medio-rigidi e gomme lisce abbastanza lente, che garantiscono un buon controllo e anche un'efficace trasmissione del giro, oppure una gomma sandwich puntinata sul rovescio. Questo tipo di racchetta si adatta al meglio a un gioco molto vario e permette una buona dose di aggressività senza rinunciare al controllo.
Nel gioco di difesa si individuano diversi stili:
- I "bloccatori al tavolo" bloccano passivamente o attivamente il topspin avversario rimanendo vicini al tavolo di gioco, aspettando il momento favorevole per un attacco, spesso con gomma puntinata (corta, mediolunga o lunga con gommapiuma sul rovescio); questi appartengono ad una categoria di giocatori noti negli anni ottanta[40] ora sempre meno numerosi a causa della violenza dei colpi impressi da racchette con incollatura a colla fresca, che rende estremamente difficile il blocco del topspin al tavolo. L'ultimo importante giocatore di questo tipo è stato l'inglese Carl Prean.
- I "giocatori con l'antispin" prediligono una gomma che annulla l'effetto impresso alla pallina dall'avversario. Anche questo genere di giocatori è praticamente scomparso a causa degli evidenti limiti di un gioco troppo passivo e l'uso di gomme che non consentono variazioni d'effetto, né attacchi veloci ed efficaci.

La gomma puntinata, in particolare quella con la superficie vetrificata, consente l'effetto "a specchio". Il nome deriva dal fatto che consente di ritornare indietro all'avversario lo stesso effetto da lui impresso alla pallina, spesso addirittura aumentato. Inoltre, tale gomma, quando usata con sollecitudine imprime una traiettoria a zigzag che porta l'avversario all'insicurezza nella posizione migliore per colpire la pallina in arrivo.
Fondamento di tale modo di giocare è portare un violento attacco col diritto e, invertendo la superficie della racchetta, ricorrere al topspin di rovescio. Infatti un gioco puramente passivo, sia lontano sia vicino al tavolo, sarebbe attualmente, secondo alcuni teorici, improponibile. L'incremento nella velocità di gioco verificatosi negli ultimi anni ha effettivamente impedito a molti difensori di continuare a giocare semplicemente rimettendo la palla in campo; sono così praticamente spariti i giocatori cosiddetti "difensore classico", evoluti al modello "difensore moderno". Essi rimettono in gioco la pallina, imprimendo o togliendo effetto, rimanendo posizionati lontano dal tavolo e facendo loro stessi, sempre più spesso, ricorso ad azioni di attacco. Un esempio di difensore classico è il giapponese Koji Matsushita, mentre difensore moderno è il coreano ed ex vicecampione del mondo Joo Se-Hyuk.

## Il tennistavolo in Italia
In Italia il tennistavolo si costituì come disciplina sportiva e apparato il 15 novembre 1945 con il nome di GITeT (Gruppo Italiano Tennistavolo), aggregato alla FIT. Nel 1960, quando si svolse la prima assemblea generale delle società, cambiò il nome in FITeT (Federazione Italiana Tennistavolo) e divenne federazione aderente. In seguito, nel 1979, il CONI riconobbe formalmente la FITeT come federazioni autonoma.
In Italia il tennistavolo, pur essendo conosciutissimo, è ancora poco popolare: al 30 settembre 2018 vi erano 7.500 iscritti alla Federazione, di cui 6697 maschi e 636 femmine. Le ragioni della mancanza di sviluppo del tennistavolo in Italia sono da ricercarsi in motivi culturali ormai radicati; infatti la maggior parte degli italiani considera pregiudizialmente il tennistavolo come un gioco o passatempo da circolo e non come uno sport vero e proprio.

## Aspetto fisico
La differenza fra la pratica amatoriale e quella agonistica è notevole, ma nella medicina sportiva il tennistavolo è considerato uno sport praticabile a qualsiasi età.
Grazie a un'attività aerobica, all'assenza di stress da contatto e non gravando eccessivamente sulle articolazioni né sulla colonna vertebrale mantiene fluido il movimento del tronco e degli arti. Aiuta la circolazione grazie allo sforzo aerobico del cuore e permette di mantenere riflessi veloci e buona coordinazione di movimento.

## Varianti
Sfruttando il campo da tennistavolo oltre al gioco singolo e al doppio sono possibili variazioni di gioco:

### Gioco a giro
a volte citato come all'americana, è un simpatico passatempo in quanto può essere giocato da 3 o più giocatori. Le regole del gioco sono simili al gioco classico, con la battuta effettuata come nel doppio, ma i giocatori, dopo aver effettuato il proprio colpo devono passare dalla parte opposta del campo. In questo modo tutti i giocatori girano attorno al tavolo per colpire la palla a turno.

### TTX
Il Table Tennis X (TTX) è una forma particolare, introdotta a livello internazionale nel 2016, che prevede l'uso di racchette prive di rivestimento e una pallina più grande e pesante. Queste caratteristiche permettono un gioco più semplice che riduce l'incidenza dell'abilità e la varietà dei colpi.